# Le Labyrinthe (film, 2014)
Pour les articles homonymes, voir Le Labyrinthe.
Série Le Labyrinthe
Le Labyrinthe : La Terre brûlée
(2015)
Pour plus de détails, voir Fiche technique et Distribution.
Le Labyrinthe ou L'Épreuve : Le Labyrinthe au Québec (The Maze Runner) est un film de science-fiction post-apocalyptique américano-britannique réalisé par Wes Ball, sorti en 2014. Il s'agit de l'adaptation du premier tome du cycle romanesque L'Épreuve de James Dashner.
Il est le premier volet d'une trilogie. Les films suivants sont : Le Labyrinthe : La Terre brûlée (2015) et Le Labyrinthe : Le Remède mortel (2018). Il a été produit par Ellen Goldsmith-Vein, Wyck Godfrey, Marty Bowen et Lee Stollman grâce au scénario de Noah Oppenheim, Grant Pierce Myers et Thomas Scott Nowlin.

## Synopsis
Un adolescent se réveille dans un monte-charge sans aucun souvenir de son identité. Il se retrouve parmi d'autres garçons dans une vaste zone herbeuse appelée le « bloc », entourée de hauts murs de béton. Les jeunes gens (ou « blocards ») ont formé une société rudimentaire, chacun assumant des tâches spécialisées. Leur chef, Alby lui dicte les règles : paresse et agression interdite et le plus important ne jamais aller de l'autre côté du mur.
Le garçon apprend de Chuck, le dernier arrivant et le plus jeune, et de Newt, le leader en second, que le vaste labyrinthe qui les entoure est la seule issue. Tous les mois depuis trois ans, un nouvel arrivant arrive par le monte-charge (la « boîte ») avec des vivres et du matériel. Au cours de la journée, des coureurs désignés parcourent le labyrinthe pour trouver une sortie et reviennent avant la nuit sans quoi ils ne survivent pas, des créatures mortelles appelées « Griffeurs » errant dans ses murs. Poussé à défier un prénommé Gally dans un jeu, le nouveau se souvient soudain de son nom en tombant : Thomas.
Le lendemain, Thomas est attaqué par Ben, un coureur piqué par un griffeur, étrangement en plein jour. Malade et délirant, Ben est envoyé à contrecœur par les autres garçons dans le Labyrinthe au moment de la fermeture. Le matin suivant, Alby et Minho, le leader des coureurs, retracent les pas de Ben pour savoir où et comment il a été piqué. Minho réapparaît au crépuscule en traînant Alby visiblement piqué avant que Thomas se lance dans le labyrinthe pour les aider. Pris au piège, Thomas et Minho parviennent à cacher Alby et Thomas se défait d'un Griffeur (une créature mi-organique, mi-robot) en l'écrasant entre deux murs. Le trio revient finalement sain et sauf au bloc le lendemain matin à la stupéfaction de tous, et Alby est placé à l'infirmerie.
Cependant, Gally est persuadé que les récents évènements sont néfastes pour le Bloc, ce qui est confirmé par l'arrivée d'une fille par la boîte, avec une note disant qu'« elle est la dernière ». Elle semble reconnaître Thomas mais finit par s'évanouir. Thomas veut des réponses et retourne dans le labyrinthe avec Minho, Frypan (« Poêle-à-Frire » en français), Winston et Zart. Ils retirent un dispositif du Griffeur mort qu'ils rapportent à Newt puisqu'ils sont persuadés que c'est la clé pour s'évader. Newt décide alors d'intégrer Thomas aux coureurs, au grand dam de Gally, qui affirme que Thomas a compromis la paix fragile existante. Minho montre ensuite à Thomas une maquette du labyrinthe basée sur les différentes explorations : les sections numérotées s'ouvrent et se ferment selon une séquence régulière, mais la sortie reste jusque-là introuvable.
La jeune fille, Teresa, finit par se réveiller bien qu'également amnésique. Dans ses poches se trouvent deux sérums. Intuitivement, Thomas comprend, et l'un des sérums est utilisé sur Alby avec des résultats prometteurs. Le lendemain, Minho et Thomas retournent dans le labyrinthe avec le dispositif et découvrent une sortie potentielle, mais les murs se referment d'une façon inédite forçant les deux garçons à battre en retraite. Entre-temps, Alby a repris conscience et les quelques souvenirs qui lui reviennent laissent penser que Thomas est lié aux Créateurs du labyrinthe.
Cette nuit-là, l'entrée du labyrinthe ne se ferme pas, mais d'autres portes s'ouvrent et plusieurs Griffeurs surgissent et attaquent le Bloc. Une dizaine de blocards sont tués, dont Zart, Jim, Clint et Alby. Gally frappe Thomas et le blâme pour tout ce qui s'est passé. Voulant retrouver la mémoire, Thomas se pique alors volontairement avec un aiguillon coupé d'un Griffeur. Seul le sérum peut le sauver. Au matin, Gally a pris le commandement du bloc. Enfermé avec Teresa, Thomas se souvient maintenant que le labyrinthe est une sorte de test et qu'ils travaillaient tous les deux pour WICKED, la société responsable de leur sort à tous. Gally décide ensuite d'offrir les deux captifs en offrande aux Griffeurs, mais ils sont libérés avec l'aide de Newt, Minho, Chuck et Frypan le cuistot. Ils veulent tenter leur chance dans le Labyrinthe ; d'autres blocards : Winston, Jeff, Mike, Tim, Peter, Jack et Billy se joignent à eux, mais l'autre moitié reste avec Gally pour un sort incertain.
Les fuyards se lancent une dernière fois dans le Labyrinthe et se heurtent inévitablement aux Griffeurs, qui tuent trois blocards : Mike, Peter et Jeff. Le dispositif permet d'ouvrir un premier sas tandis qu'un code, la séquence régulière des mouvements des sections du labyrinthe, en ouvre un second et écrase les derniers Griffeurs. Les survivants finissent par pénétrer dans un laboratoire jonché de cadavres. Dans un enregistrement vidéo, une femme vêtue d'une blouse blanche nommée Ava Paige explique que la planète a été dévastée par une éruption solaire massive, suivie d'un virus mortel appelé « la braise ». Les adolescents apprennent qu'ils font partie d'une expérience visant à guérir l'humanité du fléau. Toutefois, leurs méthodes controversées ont entraîné l'élimination des scientifiques par un groupe armé, suivi du suicide d'Ava Paige.
Gally apparaît alors soudainement, arme au poing. Piqué par un Griffeur et délirant, il tire sur Thomas, mais Chuck s'interpose avant que Minho ne transperce Gally avec une lance. Mortellement blessé, Chuck décède dans les bras de Thomas. Des hommes armés pénètrent alors dans la salle de contrôle et emmènent le groupe en hélicoptères. Ils survolent le labyrinthe et un paysage désertique. Il s'avère finalement que le massacre des scientifiques n'était qu'un simulacre. Ava Paige annonce enfin que l'expérience entre maintenant dans la phase numéro 2.

## Fiche technique
Sauf indication contraire, les informations mentionnées dans cette section peuvent être confirmées par les bases de données cinématographiques IMDb et Allociné,  présentes dans la section « Liens externes ».
- Titre original : The Maze Runner
- Titre français : Le Labyrinthe
- Titre québécois : L'Épreuve : Le Labyrinthe[2]
- Réalisation : Wes Ball
- Scénario : Noah Oppenheim, Grant Pierce Myers et T. S. Nowlin, d'après le roman Le Labyrinthe de James Dashner
- Musique : John Paesano
  - Musiques additionnelles : Jason Livesay et Nolan Livesay
- Direction artistique : Douglas Cumming
- Décors : Michelle C. Harmon, Marc Fisichella et Jon Danniells[3]
- Costumes : Christine Bieselin Clark et Simonetta Mariano
- Photographie : Enrique Chediak
- Son : Brian Bair, Ron Bartlett, Doug Hemphill, John A. Larsen, Ai-Ling Lee, Paul Pavelka, William Stein
- Montage : Dan Zimmerman
- Production : Marty Bowen, Wyck Godfrey, Ellen Goldsmith-Vein et Lee Stollman
  - Production déléguée : Eddie Gamarra, Joe Hartwick Jr. et Lindsay Williams
- Sociétés de production :
  - États-Unis : Gotham Group, Temple Hill Entertainment, en association avec TSG Entertainment, présenté par Twentieth Century Fox
  - Royaume-Uni : en association avec Dayday Films et Ingenious Media
- Sociétés de distribution : Twentieth Century Fox (États-Unis) ; Twentieth Century Fox France (France)
- Budget : 34 millions de $[4]
- Pays de production :  États-Unis,  Royaume-Uni
- Langue originale : anglais
- Format : couleur — 35 mm / Redcode RAW — 2,39:1 (CinemaScope) — son Dolby Digital / Datasat / Dolby Atmos / SDDS / Auro 11.1 / Dolby Surround 7.1
- Genre : science-fiction, action, mystère, thriller, science-fiction post-apocalyptique, survie, dystopie
- Durée : 113 minutes
- Dates de sortie[5] :
  - États-Unis, Québec : 19 septembre 2014[2]
  - Royaume-Uni : 10 octobre 2014
  - France, Belgique, Suisse romande : 15 octobre 2014[6],[7],[8]
- Classification :
  - États-Unis : accord parental recommandé, film déconseillé aux moins de 13 ans (PG-13 - Parents Strongly Cautioned)[N 1]
  - Royaume-Uni : interdit aux moins de 15 ans (15 - Suitable only for 15 years and over)
  - France : tous publics avec avertissement[9],[N 2]
  - Belgique : tous publics (Alle Leeftijden)[7]
  - Suisse romande : interdit aux moins de 12 ans[10]
  - Québec : 13 ans et plus (13+ / 13 years and over)[2]

## Distribution
- Dylan O'Brien (VF : Adrien Larmande ; VQ : Xavier Dolan) : Thomas, le dernier jeune à entrer dans la clairière.
- Kaya Scodelario (VF : Karine Foviau ; VQ : Catherine Brunet) : Teresa, la seule femme.
- Aml Ameen (VF : Namakan Koné ; VQ : Adrien Bletton) : Alby, le premier à entrer dans la clairière et le chef des blocards.
- Thomas Brodie-Sangster (VF : Gabriel Bismuth-Bienaimé ; VQ : Sébastien Reding) : Newt, le commandant en second.
- Ki Hong Lee (VF : Alexandre Nguyen ; VQ : Gabriel Lessard) : Minho, le chef des coureurs.
- Will Poulter (VF : Alexis Ballesteros ; VQ : Hugolin Chevrette-Landesque) : Gally, l'exécuteur.
- Patricia Clarkson (VF : Sylvia Bergé ; VQ : Élise Bertrand) : Ava Paige, la cheffe de WICKED.
- Blake Cooper (en) (VF : Tom Trouffier ; VQ : Clifford Leduc-Vaillancourt) : Chuck, le plus jeune garçon.
- Dexter Darden (VF : Alex Fondja ; VQ : Maxime Desjardins) : Frypan, le cuisinier.
- Jacob Latimore (VF : Jean-Michel Vaubien ; VQ : François-Simon Poirier) : Jeff
- Chris Sheffield (VF : Romain Redler ; VQ : Louis-Philippe Berthiaume) : Ben, un coureur.
- Joe Adler : Zart
- Randall D. Cunningham (en) : Clint
- Alexander Flores (en) : Winston
- Don McManus (en) (VF : Patrick Bethune ; VQ : Sébastien Dhavernas) : l'homme masqué
- Aiden Gillen : Janson (à côté d'Ava Paige)

Sources et légende : version française (VF) sur RS Doublage, AlloDoublage et selon le carton de doublage français au cinéma. Version québécoise (VQ) sur Doublage Québec

Photos des acteurs
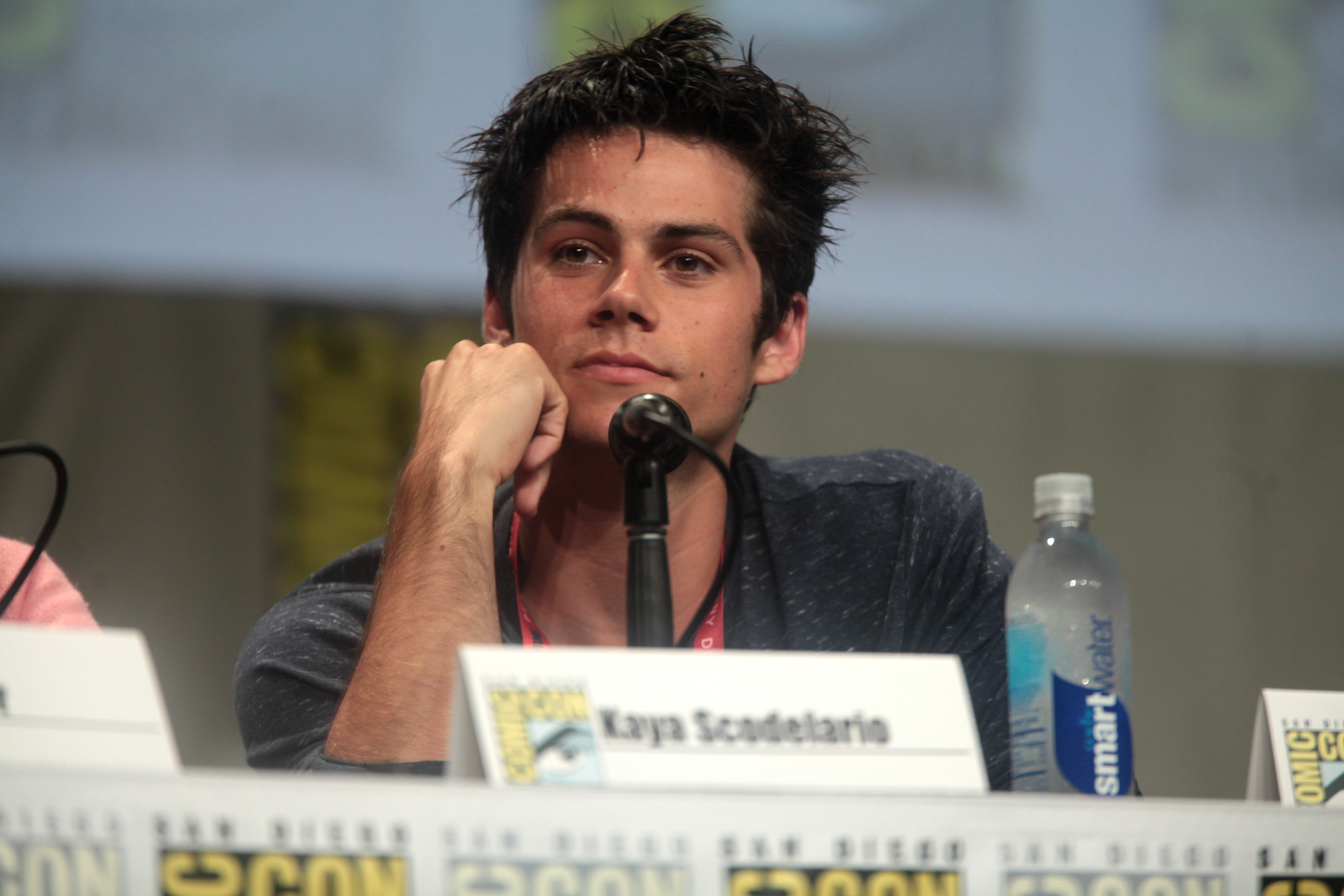
Thomas, interprété par Dylan O'Brien
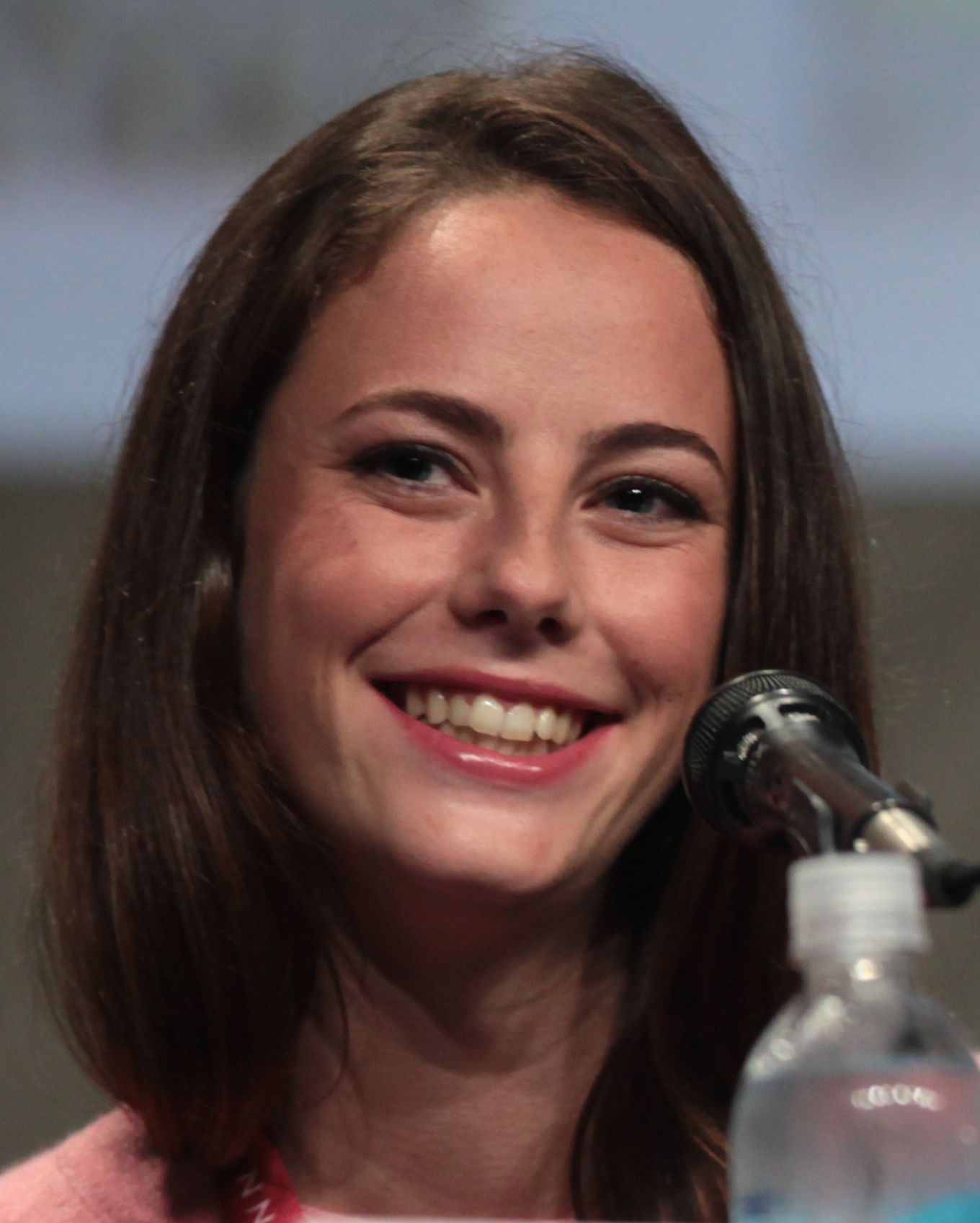
Teresa, interprétée par Kaya Scodelario
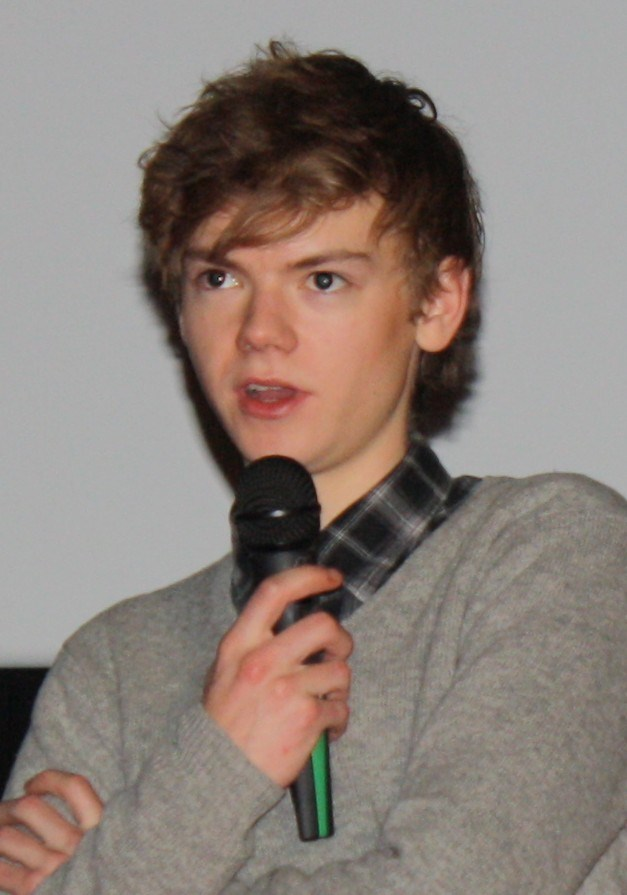
Newt, interprété par Thomas Brodie-Sangster
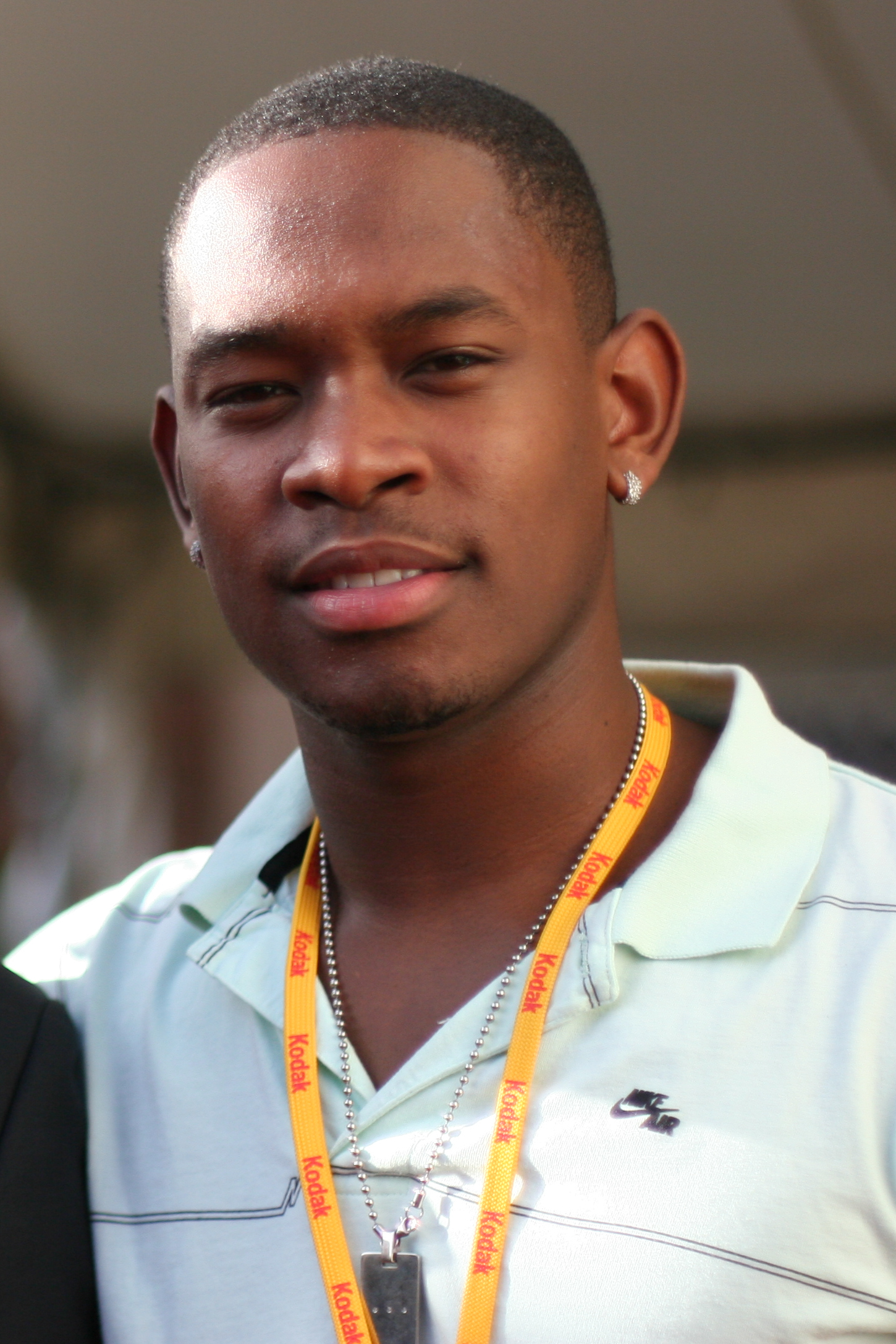
Alby, interprété par Aml Ameen
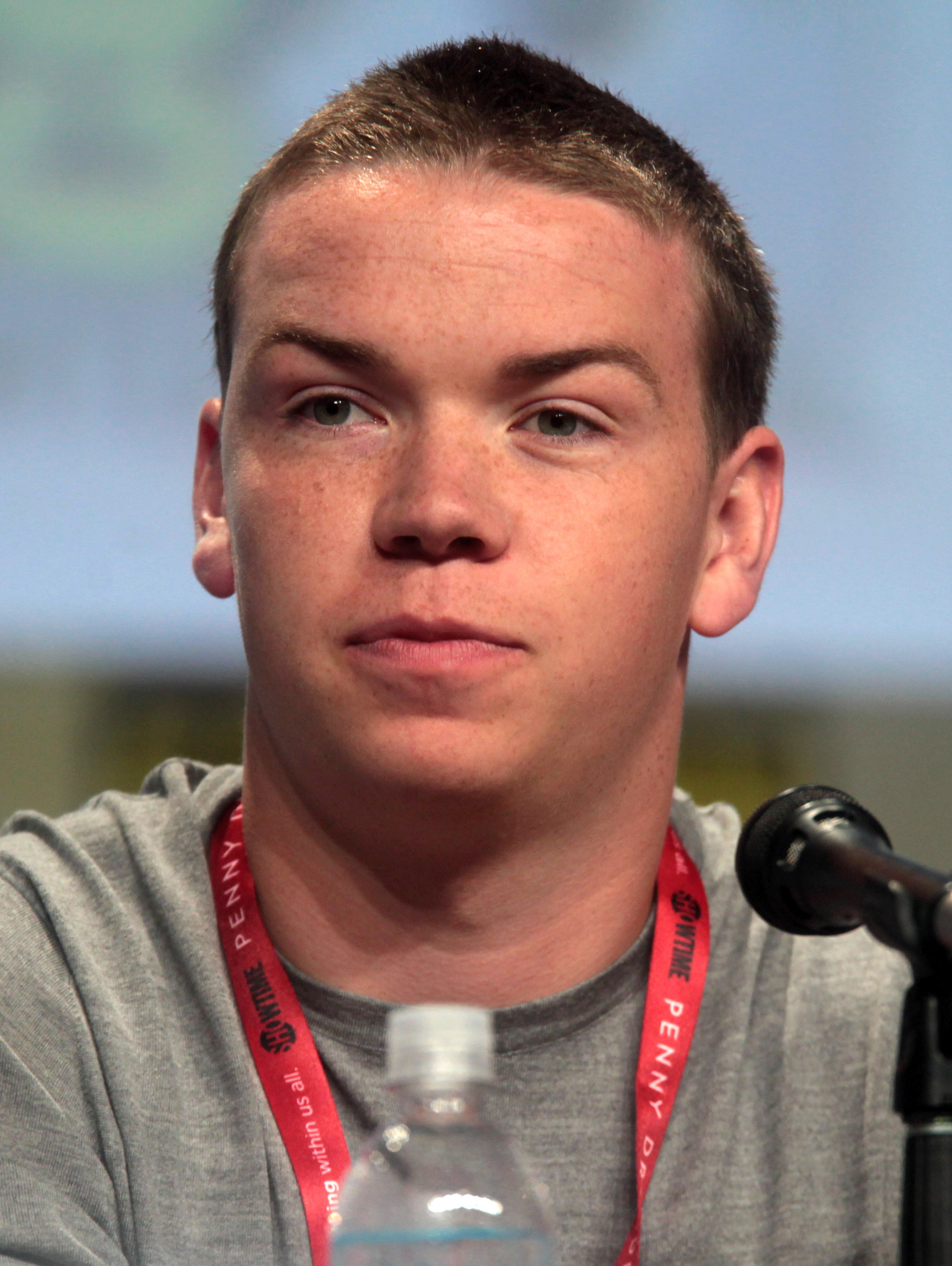
Gally, interprété par Will Poulter
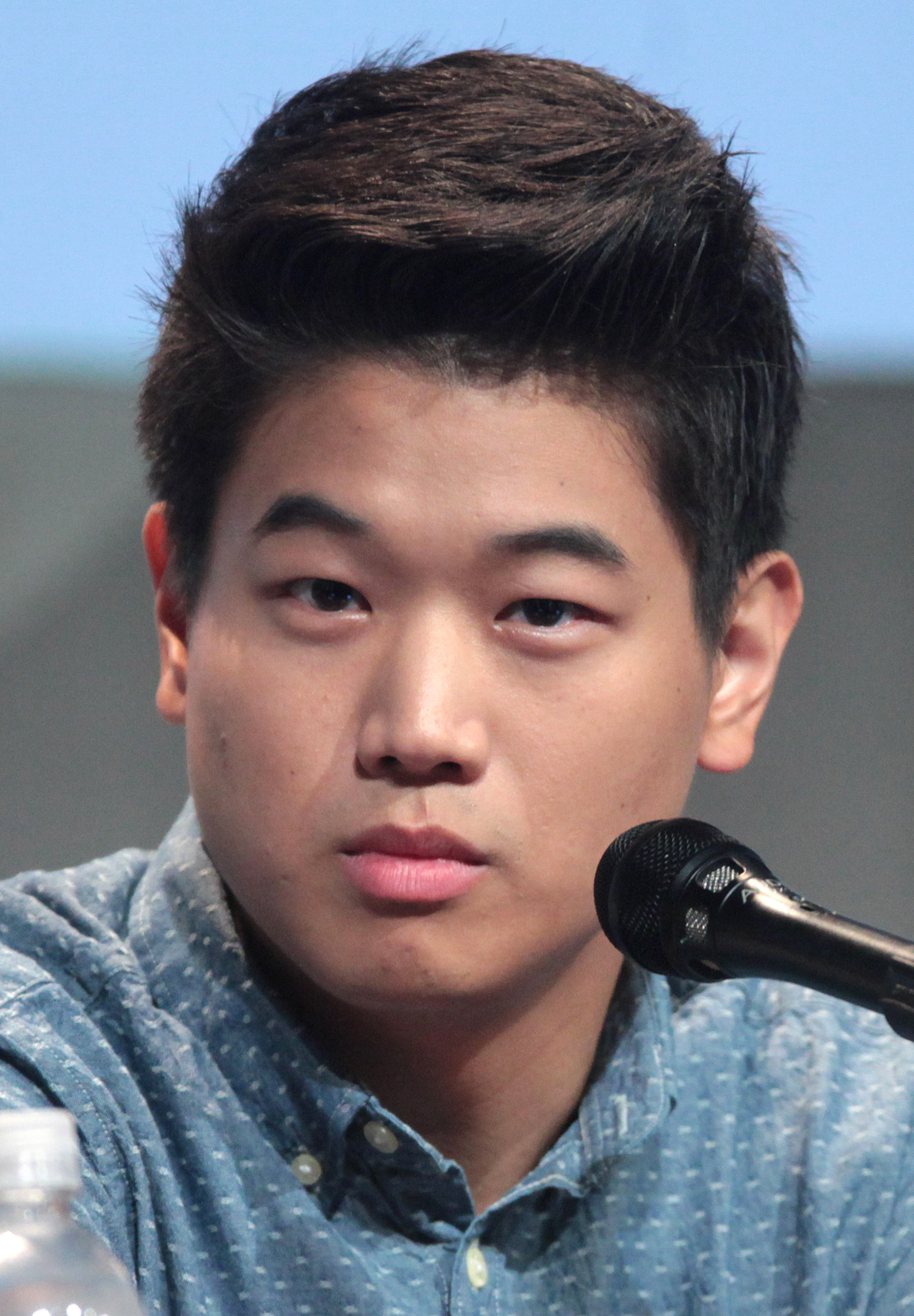
Minho, interprété par Ki Hong Lee
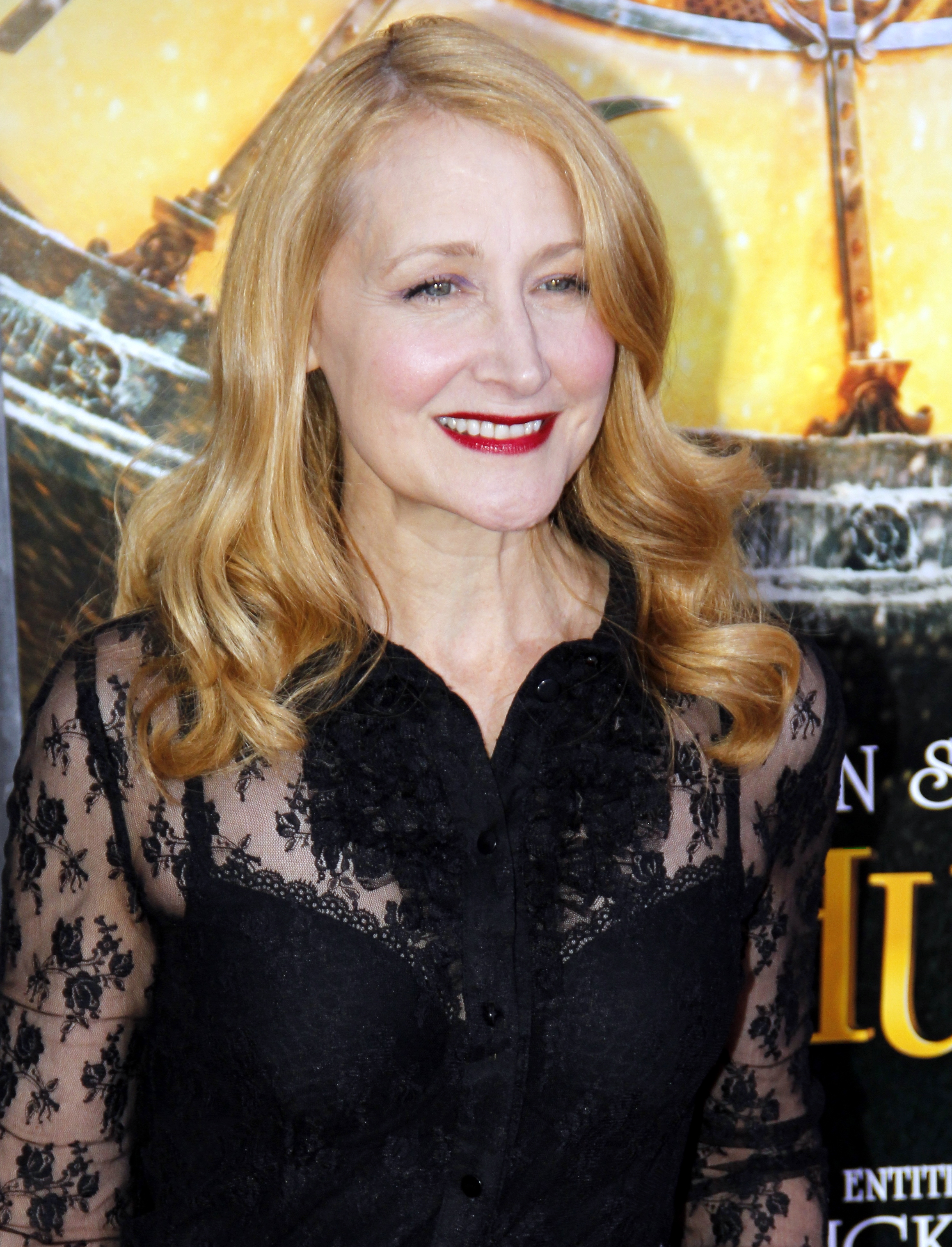
Ava Paige, interprétée par Patricia Clarkson

## Production

### Genèse et développement
Alors que Catherine Hardwicke est envisagée, le réalisateur Wes Ball est remarqué par les producteurs pour son court métrage Ruin (2011). Il rencontre initialement les producteurs de la 20th Century Fox pour une adaptation en long métrage de Ruin. On lui propose cependant d'adapter le premier tome du cycle littéraire L'Épreuve de James Dashner. Il présente alors son idée de film comme « la rencontre entre Sa Majesté des mouches et Lost : Les Disparus ». Le réalisateur explique qu'il s'inspire par ailleurs de Jurassic Park de Steven Spielberg et des films de Terrence Malick, pour donner à son film un style mature et sophistiqué.
L'artiste Ken Barthelmey réalise des ébauches pour les « griffeurs ».

### Attribution des rôles
Certains acteurs sont envisagés et testés pour plusieurs rôles : Thomas Brodie-Sangster auditionne pour les rôles de Newt et de Gally, tout comme Will Poulter. Brenton Thwaites et Connor Paolo sont envisagés pour le rôle de Thomas,.
Le réalisateur Wes Ball choisit l'actrice britannique Kaya Scodelario après l'avoir vue dans la série télévisée Skins.
Très intéressé par le rôle de Chuck, le jeune Blake Cooper (en) contacte à de nombreuses reprises l'écrivain James Dashner et le réalisateur Wes Ball sur Twitter.
L'auteur des livres James Dashner fait un caméo à la fin du film. Dans la scène où Ava Paige parle et que la caméra s'avance, il joue l'homme à sa droite.

### Tournage
Le tournage a lieu en Louisiane, notamment à Baton Rouge et à Jackson, entre le 13 mai et le 12 juillet 2013. Sur le plateau, des dresseurs de serpents sont engagés pour sécuriser les lieux.

## Accueil

### Accueil critique
Le film est bien accueilli par la presse française, avec une note moyenne de 3,4⁄5 pour 22 critiques compilées par Allociné.
Le film est également plutôt bien accueilli aux États-Unis avec une notamment note de 6,8⁄10 sur l'Internet Movie Database. Sur l'agrégateur américain Rotten Tomatoes, il récolte 65% d'opinions favorables pour 175 critiques et une note moyenne de 5,9⁄10. Sur Metacritic, il obtient une note moyenne de 57⁄100 pour 34 critiques.

### Box-office
| Pays ou région    | Box-office        | Date d'arrêt du box-office | Nombre de semaines |
| ----------------- | ----------------- | -------------------------- | ------------------ |
| France            | 3 127 112 entrées | 31 décembre 2014           | 11                 |
| États-Unis Canada | 102 427 862 $     | 5 février 2015             | 20                 |
| Mondial           | 348 319 861 $     | 11 novembre 2015           | -                  |

## Distinctions

### Récompenses2015
- MTV Movie & TV Awards :
  - MTV Movie Award des performances exceptionnelles pour Dylan O'Brien
  - MTV Movie Award du meilleur combat pour Dylan O'Brien et Will Poulter
  - MTV Movie Award du meilleur héros pour Dylan O'Brien
- World Soundtrack Awards : prix du public pour John Paesano

### Nominations2015
- Golden Trailer Awards : meilleure affiche de film fantastique / aventure
- International Film Music Critics Award (IFMCA) : meilleure musique originale pour un film d'action/aventure/thriller pour John Paesano
- Kids' Choice Awards : livre préféré pour James Dashner
- London Critics Circle Film Awards : jeune interprète britannique de l'année pour Will Poulter
- MTV Movie & TV Awards : performance la plus effrayante pour Dylan O'Brien
- Society of Camera Operators : meilleur long métrage pour Stephen S. Campanelli
- Teen Choice Awards :
  - Meilleur film d'action
  - Meilleur acteur dans un film d'action pour Dylan O'Brien
  - Meilleure actrice dans un film d'action pour Kaya Scodelario
  - Meilleure alchimie pour Dylan O'Brien et Thomas Brodie-Sangster
  - Meilleure révélation pour Thomas Brodie-Sangster
  - Meilleure scène de combat pour Dylan O'Brien et Will Poulter

## Éditions en vidéo
- En France, le film Le Labyrinthe est sorti en DVD[26], Blu-ray[27] et dans une édition collector Blu-ray + DVD[28] le 18 février 2015. Le film est également sorti en VOD le 25 février 2015[6]. Le film est ressorti en DVD[29] le 1er octobre 2015. À la suite des évolutions techniques afin d'améliorer la qualité d'image et de sons, le film sort dans une édition 4K Ultra HD + Blu-ray + Digital HD le 29 mars 2016[30].
- Au Québec, le film est sorti en DVD le 16 décembre 2014[2].

## Différences principales avec le roman
- Thomas ne se souvient de son prénom qu'au soir alors que dans le roman, il le connait dès son arrivée au bloc[31].
- Il y a une trentaine de garçons au bloc, près du double dans le roman[32].
- Une seule porte du bloc s'ouvre tous les matins alors que dans le roman, les quatre portes sont actives[33].
- Le labyrinthe est à ciel ouvert et soumis aux caprices de la météo. Dans le roman, le ciel est artificiel[34].
- Les « blocards » survivent avec une technologie très limitée. Dans le roman, ils ont l'eau courante, l'électricité ainsi qu'un minimum d'électroménager[35].
- Selon Newt, Alby a été le premier occupant du bloc et est arrivé 3 ans plus tôt. Dans le livre, ils sont plusieurs à arriver en même temps, puis un par un tous les mois depuis deux ans[36].
- Teresa débarque trois jours après Thomas (le lendemain dans le roman)[37] et tous deux peuvent communiquer entre eux par télépathie[38] ; cet aspect n'est pas représenté dans le film[14].
- Dans le film, les blocards subissent une attaque de griffeurs qui tuent plusieurs d'entre eux en une nuit. Dans le roman, les griffeurs emportent un blocard chaque nuit, dont Gally[39].
- Le dispositif récupéré sur un griffeur déverrouille la sortie et le code est une série de chiffres. Dans le roman, la sortie est une illusion d'optique[40] et le code une série de mots[41].
- Le rôle, le comportement et le décès d'Alby sont assez nuancés du roman au film[42].
- Peu présent dans le roman[43], Gally a un rôle plus important dans le film et se substitue à celui d'Alby.
- Chuck est tué d’une balle par Gally qui a été piqué par un griffeur, Gally est ensuite transpercé par Minho d'une lance. Dans le livre, Chuck meurt d'un coup de couteau lancé par un Gally sous l'emprise de WICKED, avant d'être violemment frappé par Thomas[44].
- Les survivants sont évacués en hélicoptère en plein jour. Dans le roman, ils sont extradés en bus, la nuit et sous une pluie battante[45].

## Suite
Après le succès du premier volet, une suite, Le Labyrinthe : La Terre brûlée a été rapidement signée. Cette suite est sortie un an plus tard, en 2015. Dylan O'Brien, Thomas Brodie-Sangster, Kaya Scodelario, Ki Hong Lee ainsi que d'autres acteurs reprennent leurs rôles respectifs. Le troisième film, Le Labyrinthe : Le Remède mortel, est sorti en janvier 2018.